# Johan Skjoldborg
Johan Martinus Nielsen Skjoldborg (27. april 1861 i Øsløs – 22. februar 1936 i Løgstør) var en dansk forfatter. Han blev født i Øsløs på Hannæs og blev handelsuddannet i Nibe og siden uddannet til lærer på seminariet i Ranum, hvorfra han dimitteredes i 1881.

## Virke
Hans første udgivelse, romanen I Skyggen, kom i 1893, og han kombinerede sin forfattervirksomhed med lærergerningen i 20 år til han endeligt fratrådte som lærer i 1902. Hans gennembrudsroman blev En Stridsmand fra 1896, som blev tilegnet husmandsstanden, som formede hans egen opvækst. Andre værker, han huskes for, er Gyldholm fra 1902 samt digtet Når vinteren rinder med den velkendte linje "med min hakke, min skovl og min spade". Gyldholm betegnes som den første egentlige arbejderroman i dansk litteratur.
Hans udgivelser gav ham stor popularitet, og lige som samtidige forfattere som Jeppe Aakjær og Thøger Larsen havde hans tekster rod i det nære liv og egnsbeskrivelser.
Fra 1907 til 1914 prøvede han selv livet som husmand på det lille Dynæs i Julsø. Hans hjem blev et samlingssted med folkemøder med kendte kunstnere. Han måtte dog sælge stedet på tvangsauktion.
Sine sidste år tilbragte Skjoldborg i Løgstør, hvor han boede i en villa, jyske husmænd havde skænket ham. Han ligger begravet på byens kirkegård.
Som 22-årig blev han gift med den 26 år ældre Mariane Dorthea Nielsen, der var lærerinde. Hun døde i år 1900, og Johan Skjoldborg giftede sig med Louise Abenth i 1902. En nær ven af Skjoldborg – forfatteren Johannes Buchholtz – gengiver i sin sidste bog "Vanda Venzel" Louise Skjoldborgs liv sammen med Johan Skjoldborg.

## Udmærkelser
I 1918 fik Johan Skjoldborg en æresbolig i Løgstør, skænket af husmandsforeningerne.
I 1934 blev der opstillet en buste af ham i Mølleparken ved Århus Folkebibliotek med indskriften Johan Skjoldborg, Husmændendes Digter. Du kendte vort Liv og forstod det.
Der ligger adskillige veje i Danmark opkaldt efter Skjoldborg: J. Skjoldborgs Vej i Løgstør, Åbyhøj, Holstebro, Farsø og Herning; Johan Skjoldborg Vej i Bredsten; Johan Skjoldborgs vej i Aalborg, Horsens, Nibe, Silkeborg, Skanderborg og Sønderborg; Skjoldborgs Vej i Hadsten og Skive; Skjoldborgsvej i Fredericia, Hjørring, Løsning, Odense, Vejen og Østbirk; samt Skjoldborgvej i Vejle og Skjoldborgs Allé i Brande.
I Øsløs kan man besøge Johan Skjoldborgs fødehjem Arkiveret 6. november 2017 hos  Wayback Machine, der ejes af Thisted Kommune og drives af Museum Thy.